# Hirtella
Hirtella är ett släkte av tvåhjärtbladiga växter. Hirtella ingår i familjen Chrysobalanaceae.

## Bildgalleri

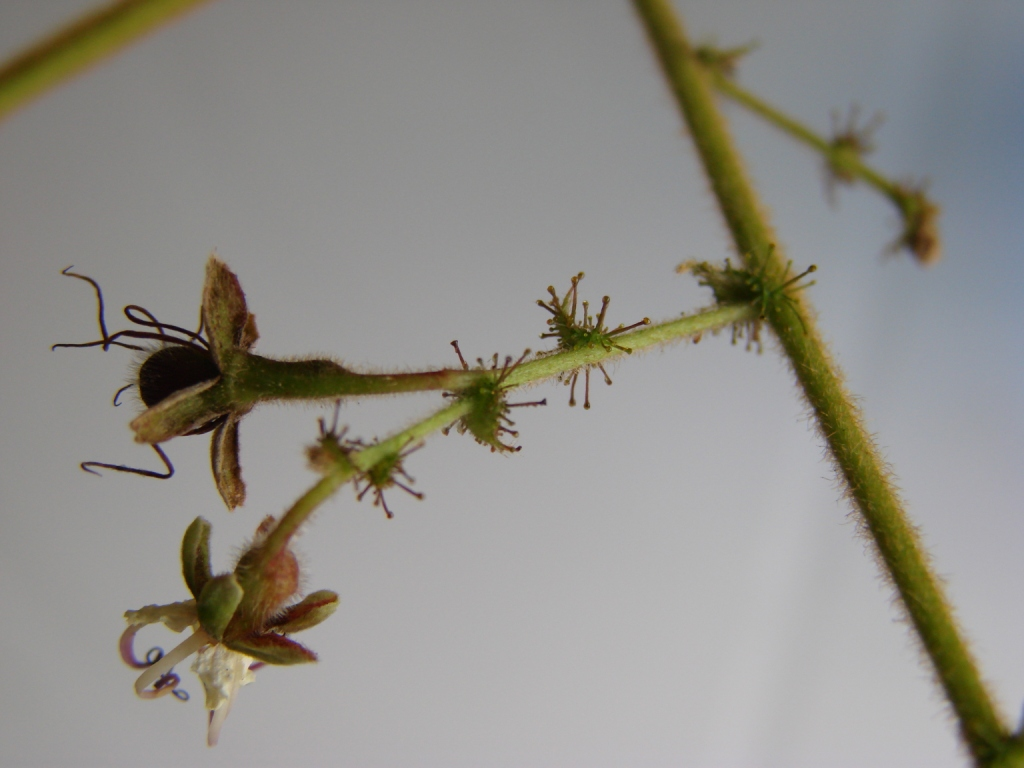
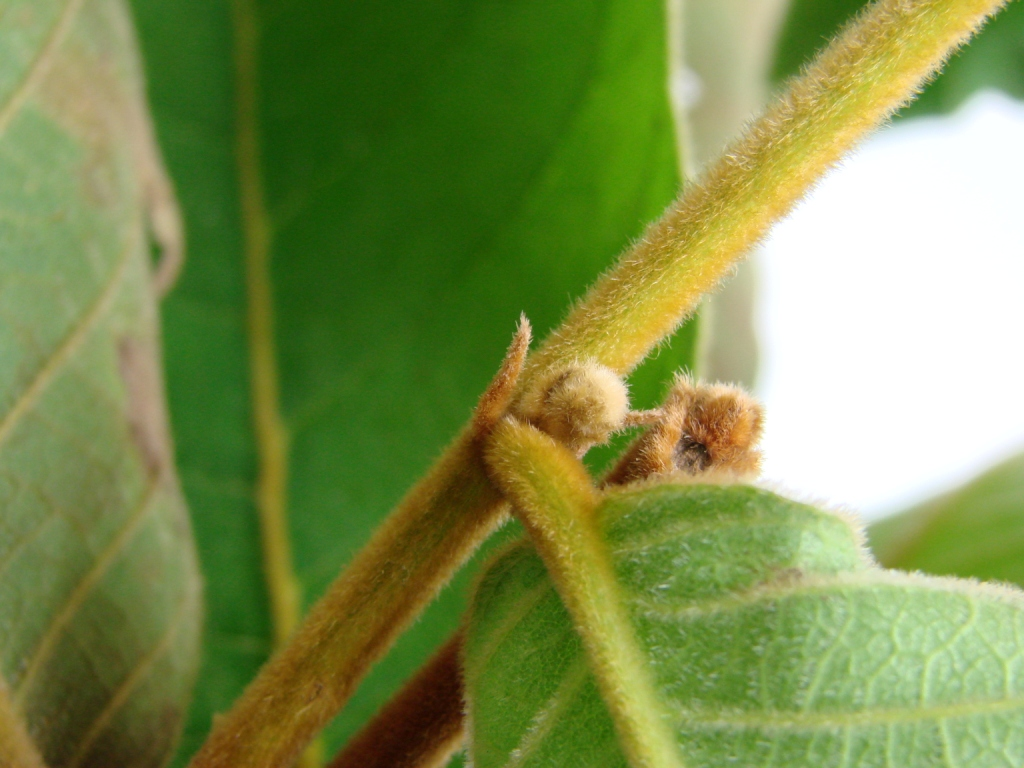
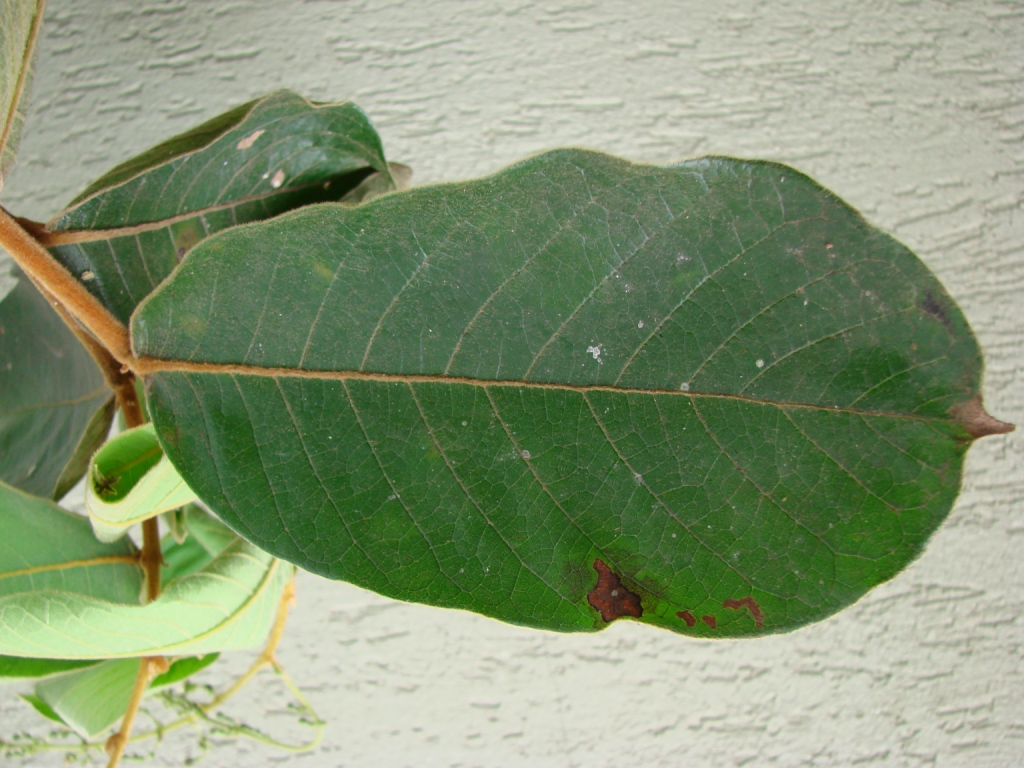
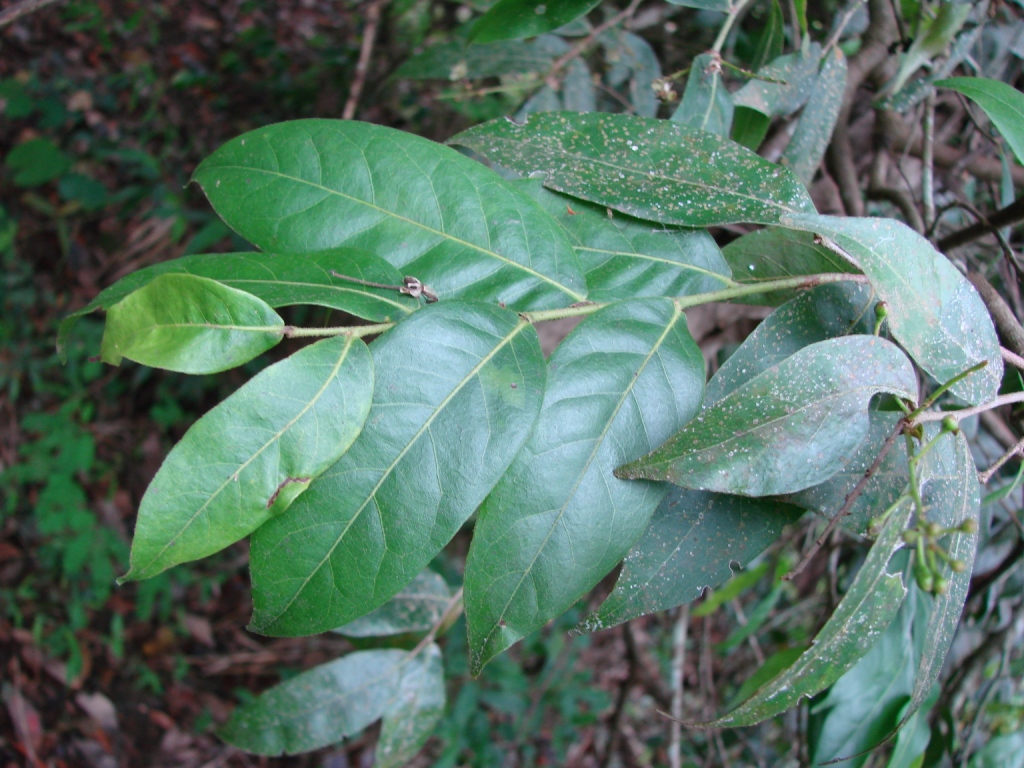
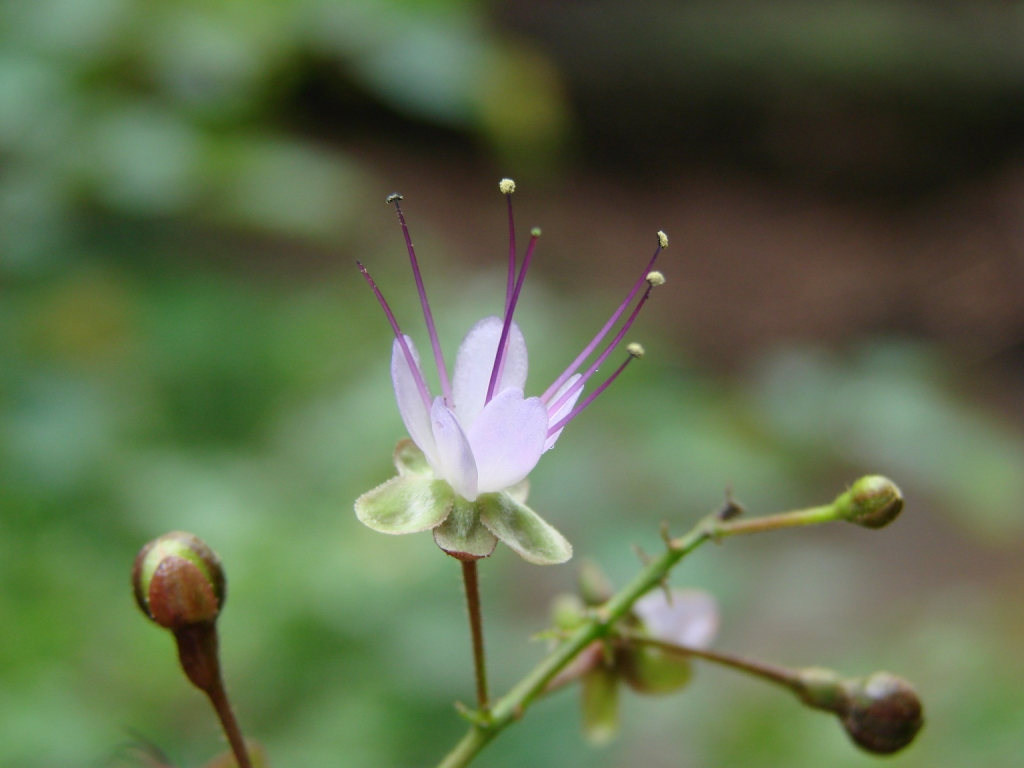
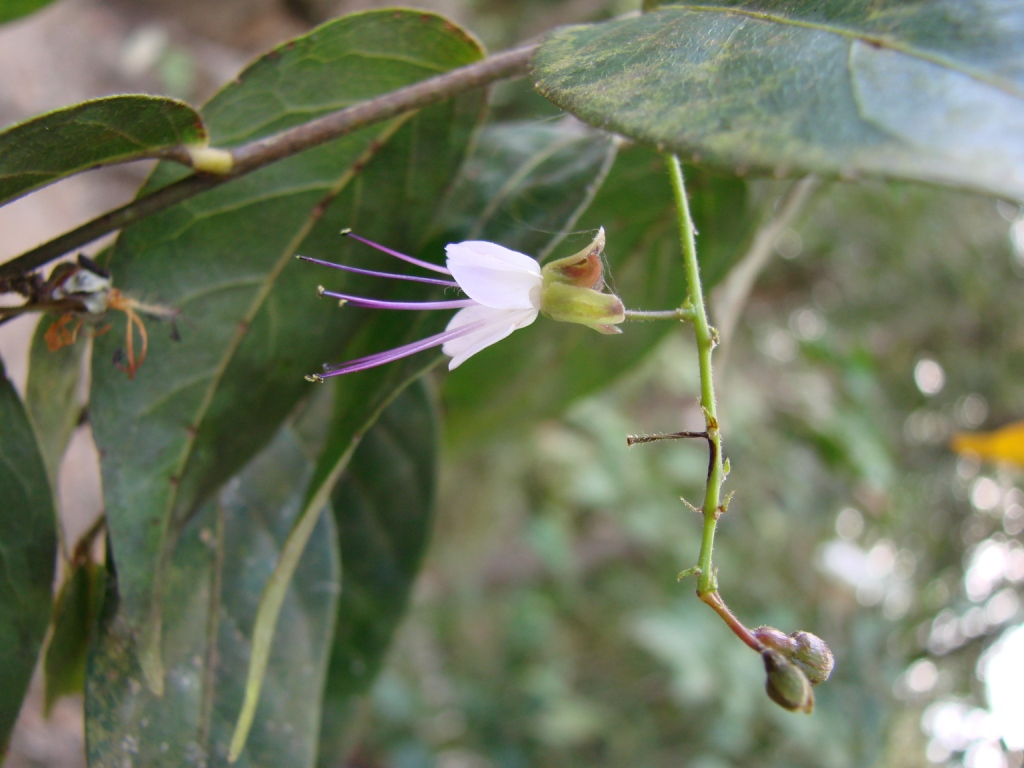

## Dottertaxa tillHirtella, i alfabetisk ordning[1]
- Hirtella adderleyi
- Hirtella adenophora
- Hirtella aequatoriensis
- Hirtella americana
- Hirtella angustifolia
- Hirtella angustissima
- Hirtella araguariensis
- Hirtella aramangensis
- Hirtella arenosa
- Hirtella bahiensis
- Hirtella barnebyi
- Hirtella barrosoi
- Hirtella beckii
- Hirtella bicornis
- Hirtella brachystachya
- Hirtella bullata
- Hirtella burchellii
- Hirtella caduca
- Hirtella carbonaria
- Hirtella castilloana
- Hirtella ciliata
- Hirtella conduplicata
- Hirtella confertiflora
- Hirtella cordifolia
- Hirtella corymbosa
- Hirtella couepiiflora
- Hirtella cowanii
- Hirtella davisii
- Hirtella deflexa
- Hirtella dorvalii
- Hirtella duckei
- Hirtella elongata
- Hirtella enneandra
- Hirtella eriandra
- Hirtella excelsa
- Hirtella fasciculata
- Hirtella floribunda
- Hirtella glabrata
- Hirtella glandistipula
- Hirtella glandulosa
- Hirtella glaziovii
- Hirtella gracilipes
- Hirtella guainiae
- Hirtella guatemalensis
- Hirtella guyanensis
- Hirtella hebeclada
- Hirtella hispidula
- Hirtella hoehnei
- Hirtella insignis
- Hirtella juruensis
- Hirtella kuhlmannii
- Hirtella lancifolia
- Hirtella latifolia
- Hirtella lemsii
- Hirtella leonotis
- Hirtella liesneri
- Hirtella lightioides
- Hirtella longifolia
- Hirtella longipedicellata
- Hirtella macrophylla
- Hirtella macrosepala
- Hirtella magnifolia
- Hirtella maguirei
- Hirtella margae
- Hirtella martiana
- Hirtella mucronata
- Hirtella mutisii
- Hirtella myrmecophila
- Hirtella obidensis
- Hirtella orbicularis
- Hirtella paniculata
- Hirtella papillata
- Hirtella paraensis
- Hirtella parviunguis
- Hirtella pauciflora
- Hirtella pendula
- Hirtella physophora
- Hirtella pilosissima
- Hirtella pimichina
- Hirtella piresii
- Hirtella punctillata
- Hirtella racemosa
- Hirtella radamii
- Hirtella rasa
- Hirtella revillae
- Hirtella rodriguesii
- Hirtella rugosa
- Hirtella santosii
- Hirtella scaberula
- Hirtella scabra
- Hirtella schultesii
- Hirtella silicea
- Hirtella sprucei
- Hirtella standleyi
- Hirtella subglanduligera
- Hirtella subscandens
- Hirtella suffulta
- Hirtella tentaculata
- Hirtella tenuifolia
- Hirtella thouarsiana
- Hirtella tocantina
- Hirtella triandra
- Hirtella trichotoma
- Hirtella tubiflora
- Hirtella ulei
- Hirtella vesiculosa
- Hirtella zanzibarica